# 蝲蛄河
蝲蛄河位于中华人民共和国吉林省通化县境内，因河中盛产蝲蛄而得名，是浑江右岸支流，发源于通化县西北四棚乡头棚村以北的龙岗山脉南麓，蜿蜒向东南流经四棚乡、英额布镇、金斗朝鲜族满族乡、县城快大茂镇等地，最后于通化聚鑫经济开发区河口村以东注入浑江。河长73.9千米，河道平均比降3.1‰，流域面积787平方千米，年均径流量2.55亿立方米。